# Seutes IV
Seuthes IV (en griego antiguo: Σεύθης) fue un rey del Reino odrisio de Tracia circa 215 a. C.-ca. 190 a. C., sucediendo a su padre, Rascuporis.